# Équipe de Tunisie de volley-ball en 2002
L'équipe de Tunisie de volley-ball décroche en 2002 son cinquième titre arabe à Amman, après un match mouvementé en finale face à l'Algérie. Elle dispute aussi le championnat du monde en Argentine où elle est défaite sur ses trois seuls matchs disputés.

## Matchs
| Date              | Lieu                   | Adversaire | Score                               | Durée  | Compétition | Meilleur marqueur       | Référence  |
| 6 juillet 2002    | Italie                 | Italie A'  | 0-3 (19-25 19-25 23-25)             | -      | A           | -                       | FIVB       |
| 23 juillet 2002   | Kuusamo                | Finlande   | 1-3 (10-25 25-18 18-25 22-25)       | -      | A           | -                       | SLfi       |
| 24 juillet 2002   | Pudasjärvi             | Finlande   | 1-3 (24-26 23-25 25-20 28-30)       | -      | A           | -                       | SLfi       |
| 26 juillet 2002   | Kajaani                | Finlande   | 3-1 (25-23 25-22 13-25 25-19)       | -      | A           | -                       | SLfi       |
| 9 août 2002       | Amman                  | Jordanie   | 3-0                                 | -      | CADF        | -                       |            |
| 11 août 2002      | Amman                  | Algérie    | 3-2 (25-10 21-25 25-23 27-29 15-13) | -      | CAF         | -                       | Djazairess |
| 18 août 2002      | Tunis                  | Finlande   | 3-1 (20-25 25-22 25-21 25-23)       | -      | A           | -                       | SLfi       |
| 18 août 2002      | Tunis                  | Australie  | 1-3 (17-25 25-21 20-25 20-25)       | -      | A           | -                       | AVF        |
| 19 août 2002      | Tunis                  | Australie  | 3-1 (30-28 31-33 25-22 25-20)       | -      | A           | -                       | AVF        |
| 20 août 2002      | Tunis                  | Finlande   | 3-2 (22-25 25-16 24-26 25-21 15-10) | -      | A           | -                       | SLfi       |
| 26 septembre 2002 | Buenos Aires           | Pologne    | 2-2 (21-25 25-23 20-25 25-23)       | -      | A           | -                       | PZPS       |
| 29 septembre 2002 | Luna Park Buenos Aires | France     | 1-3 (23-25 25-20 17-25 11-25)       | 1 h 35 | CHMPT       | Noureddine Hfaiedh (17) | FIVB       |
| 30 septembre 2002 | Luna Park Buenos Aires | Bulgarie   | 1-3 (25-21 31-33 12-25 15-25)       | 1 h 40 | CHMPT       | Marouane Fehri (20)     | FIVB       |
| 1er octobre 2002  | Luna Park Buenos Aires | Russie     | 0-3 (19-25 13-25 23-25)             | 1 h 10 | CHMPT       | Noureddine Hfaiedh (14) | FIVB       |

A : match amical ;
CA : match du championnat arabe 2002 ;
CHM : match du championnat du monde 2002 ;
PT Premier tour
DF Demi-finale
F Finale

## Sélections
Championnat du monde 2002
| No                                               | Nom                                              | Date de naissance                                | Taille | Poids | Poste                        | Club                         |
| ------------------------------------------------ | ------------------------------------------------ | ------------------------------------------------ | ------ | ----- | ---------------------------- | ---------------------------- |
| 2                                                | Mohamed Trabelsi                                 | 15 septembre 1981                                | 202    | 92    | Central                      | US transports de Sfax        |
| 3                                                | Mehdi Gara                                       | 1er mars 1981                                    | 189    | 78    | Attaquant                    | Club olympique de Kélibia    |
| 5                                                | Samir Sellami                                    | 13 juillet 1977                                  | 194    | 82    | Passeur                      | Club sfaxien                 |
| 7                                                | Chaker Ghezal                                    | 14 janvier 1977                                  | 199    | 90    | Central                      | Étoile du Sahel              |
| 9                                                | Khaled Belaïd                                    | 30 décembre 1973                                 | 195    | 82    | Réceptionneur-attaquant      | Espérance de Tunis           |
| 10                                               | Walid ben Abbes                                  | 19 juin 1980                                     | 186    | 76    | Attaquant                    | Étoile du Sahel              |
| 11                                               | Marouane Fehri                                   | 1er juillet 1979                                 | 197    | 79    | Réceptionneur-attaquant      | Club olympique de Kélibia    |
| 13                                               | Noureddine Hfaiedh                               | 27 août 1973                                     | 200    | 86    | Réceptionneur-attaquant      | Étoile du Sahel              |
| 14                                               | Mehrez Berriri                                   | 13 avril 1975                                    | 186    | 80    | Libero                       | Club sfaxien                 |
| 15                                               | Ghazi Guidara                                    | 18 mai 1974                                      | 186    | 75    | Passeur                      | Espérance de Tunis           |
| 16                                               | Walid Ben Cheikh                                 | 21 janvier 1980                                  | 196    | 76    | Attaquant                    | Club olympique de Kélibia    |
| 18                                               | Hosni Karamosly                                  | 1er juin 1980                                    | 197    | 82    | Attaquant                    | CS Hammam Lif                |
|                                                  |                                                  |                                                  |        |       |                              |                              |
| Encadrement technique                            | Encadrement technique                            |                                                  |        |       | Légende                      | Légende                      |
| Entraîneur : Antonio Giacobbe                    | Entraîneur : Antonio Giacobbe                    | Entraîneur : Antonio Giacobbe                    |        |       | : Capitaine                  | : Capitaine                  |
| Entraîneur(s) adjoint(s) : Noureddine Ben Younes | Entraîneur(s) adjoint(s) : Noureddine Ben Younes | Entraîneur(s) adjoint(s) : Noureddine Ben Younes |        |       | : Joueur blessé actuellement | : Joueur blessé actuellement |
| Manager général : Mohamed Messelmani             |                                                  |                                                  |        |       |                              |                              |